# Баст
Баст (егип. bȝstt) — древнеегипетская богиня, которая изображалась в виде кошки или женщины с головой кошки. Считалась защитницей фараона и бога солнца, покровительницей беременности и деторождения, защитницей от заразных болезней и злых духов.
Бастет впервые упоминается в 3 тысячелетии до нашей эры в Бубастисе (Нижний Египет) и изначально изображается в виде свирепой львицы или женщины с головой львицы (как Сехмет). Две тысячи лет спустя, во время Третьего переходного периода, Бастет и Сехмет стали характеризоваться как два аспекта одной и той же богини: Сехмет представляла воительницу, а Бастет, которую всё чаще изображали в виде кошки, представляла более мягкий аспект.

## Имя
Баст — вариант произношения имени, принимаемый большинством современных египтологов. Древнеегипетское слово «bȝstt» ('ȝ' — алеф) состоит из «bȝst-» и женского окончания «-t». Древние египтяне не записывали гласные звуки, поэтому слово могло звучать «Баст» или «Бастет».

## Мифология
Отец её — бог Солнца; мать — Хатхор-Луна. Богиня небес Нут — её сестра, а Хонсу — брат.
Атрибут Баст — музыкальный инструмент систр. Часто богиню изображали в виде женщины с головой кошки, держащей в руках систр, а у её ног располагались четыре котёнка. Так олицетворялась египтянами богиня плодородия. Сын Баст — Махес.
Традиционно связывается с солнцем, плодородием и благополучными родами у женщин. Баст имеет два воплощения — женщина с кошачьей головой (добрая сущность) и львиной (агрессивная).
К концу Древнего царства в некоторых случаях Баст отождествлялась с Сехмет и Тефнут, в Новом царстве — с Мут и Хатхор. Бастет (греч. Бубастис) отождествлялась греками с Артемидой (реже — с Афродитой).

## Культ
Богиню плодородия египтяне возвели в ранг общенационального божества. Хозяева даже сбривали брови в память об умершей кошке, а случайно переехавшего кошку возницу толпа насмерть забрасывала камнями. И даже фараоны совершали жертвоприношение в храме Бастет.
Расцвет её почитания начинается со времени XXII династии (с X века до н. э.), хотя известны и более древние упоминания храма богини (начиная как минимум с Аменемхета I в XX века до н. э.), также исследователи не исключают, что поклонение самой Бастет зародилось в городе ранее II тысячелетия до н. э.
Центр культа Баст, расцвет которого относится к XXII династии (Бубастидов) X—VIII веках до н. э. — город Бубастис. Верховный жрец богини Бастет носил титул Ур-суну — «Великий врачеванием»:112.
Геродот описал святилище Баст следующими словами:
Оно целиком, за исключением входа, лежит на острове. Ведь из Нила ведут два канала, до входа в святилище идущие отдельно. Они обтекают храм с обеих сторон. Каждый канал шириной в 100 футов и осенён деревьями. Преддверие же высотой в 10 оргий и украшено замечательными статуями в 6 локтей вышины. А святилище расположено посреди города, и вид на него открывается из всех частей города. Так как город этот поднят насыпью, а святилище осталось на своём прежнем месте, то поэтому оно и доступно обозрению [из города] со всех сторон. Оно ограждено стеной, украшенной рельефами, а внутри его — роща с могучими деревьями, которыми обсажено высокое храмовое здание со статуей богини. Длиной и шириной священный участок с каждой стороны в одну стадию. От входа ведёт дорога, мощённая камнем, около 3 стадий длиной, через городскую рыночную площадь на восток. Ширина её 4 плефра. По обеим сторонам дороги стоят высокие до небес деревья.
В Бубастисе существовал также некрополь мумифицированных кошек, посвящённых Баст (найден в 1887—1889 годах египтологом Э. Навиллем). Также немецкие археологи подтвердили наличие здесь кремационных печей для кошек.
- Бастет в разных ипостасях
- Антропоморфное изображение Баст (ок. 664–630 годы до н. э.), держащей систр (отсутствует). Метрополитен-музей
- Бронзовая статуэтка кошки (ок. 664 - 610 годы до н.э.), Лувр
- Баст с чертами Сехмет, Лувр
- Уаджит-Баст со львиной головой, солнечным диском и уреем Уаджит, ок. 664 - 332 до н. э.

### Фестиваль Баст
Геродот рассказывает о популярном среди прочих фестивале в честь богини-кошки Баст, когда люди плывут по реке, играют на систрах и флейтах, хлопают в ладоши и поют:
Когда они подъезжают к какому-нибудь городу, то пристают к берегу и делают вот что. Одни женщины продолжают трещать в трещотки, как я сказал, другие же вызывают женщин этого города и издеваются над ними, третьи пляшут, четвёртые стоят и задирают [подолы] своей одежды. Это они делают в каждом приречном городе. Наконец, по прибытии в Бубастис они справляют праздник с пышными жертвоприношениями: на этом празднике выпивают виноградного вина больше, чем за весь остальной год. Собирается же здесь, по словам местных жителей, до 700000 людей обоего пола, кроме детей.
Хотя приведённая Геродотом цифра в 700 тысяч празднующих явно преувеличена, вероятно, празднество было значительным не только для жителей города, но и для посещающих его паломников со всего Древнего Египта.